# Història d'una traïció
Història d'una traïció (títol original en anglès, American Traitor: The Trial of Axis Sally) és una pel·lícula dramàtica de 2021 dirigida per Michael Polish, a partir d'un guió de Vance Owen i Darryl Hicks, basada en el llibre Axis Sally Confidential, de William E. Owen. Es basa en la vida de Mildred Gillars, una cantant i actriu estatunidenca que durant la Segona Guerra Mundial va transmetre propaganda nazi a les tropes estatunidenques i les seves famílies a casa seva. La pel·lícula és protagonitzada per Al Pacino, Meadow Williams, Swen Temmel, Thomas Kretschmann i Mitch Pileggi. S'ha doblat i subtitulat al català oriental amb la distribució de Youplanet Pictures. També s'ha editat una versió doblada al valencià per a À Punt.

## Premissa

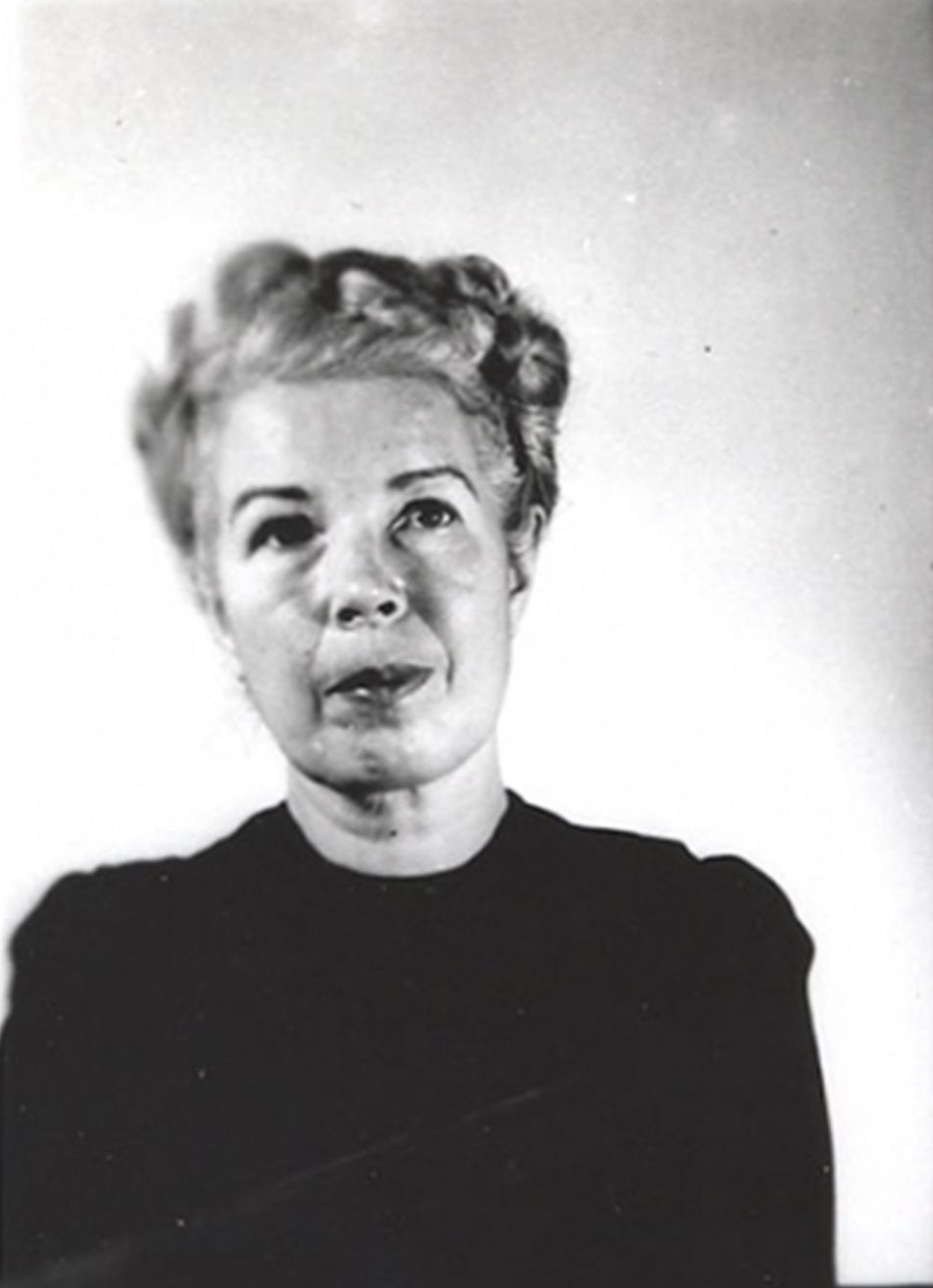
Imatge judicial de Mildred Gillars.

Una dona estatunidenca anomenada Mildred Gillars difon propaganda nazi durant la Segona Guerra Mundial. Va ser anomenada Axis Sally pels soldats estatunidencs que l'estimaven i l'odiaven alhora. La història submergeix l'espectador en el fons fosc de la màquina de propaganda plena d'odi del Tercer Reich, l'eventual captura de Sally i el posterior judici per traïció a Washington DC després de la guerra.

## Repartiment
- Al Pacino com a James Laughlin, un advocat que representa Gillars després de ser acusada de traïció.
- Meadow Williams com a Mildred Gillars
- Swen Temmel com a Billy Owen
- Thomas Kretschmann com a Joseph Goebbels, el cap de la màquina de propaganda nazi
- Mitch Pileggi com a John Kelley, fiscal del judici de Gillars
- Lala Kent com a Elva
- Carsten Norgaard com a Max Otto Koischwitz
- Drew Taylor com a Randy

## Producció
El maig de 2017, es va anunciar que EFO Films havia adquirit el guió Axis Sally de Vance Owen i Darryl Hicks, basat en el llibre Axis Sally Confidential de Willem E. Owen. Al novembre de 2018, Al Pacino, Meadow Williams i Swen Temmel es van unir al repartiment de la pel·lícula, amb la direcció de Michael Polish. El febrer de 2019, Thomas Kretschmann, Mitch Pileggi i Lala Kent es van unir al repartiment de la pel·lícula. L'abril de 2019, Carsten Norgaard també s'hi va unir. Kubilay Uner va compondre la partitura de la pel·lícula.
El rodatge va tenir lloc a Dorado, Puerto Rico, el febrer de 2019.

## Publicació
L'abril de 2021, Vertical Entertainment i Redbox Entertainment van adquirir els drets de distribució de la pel·lícula als Estats Units d'Amèrica, que s'havia retitulat com a American Traitor: The Trial of Axis Sally, i es va programar l'estrena pel 28 de maig de 2021.

## Recepció
El lloc web de l'agregador de ressenyes Rotten Tomatoes va enquestar 21 crítics i, classificant les ressenyes com a positives o negatives, en va valorar tres com a positives i 18 com a negatives per a una puntuació del 14%. Entre les ressenyes, va determinar una valoració mitjana de 3,7 sobre 10.
Hope Madden, de l'UK Film Review, va afirmar que: «A part de Pacino, el repartiment és uniformement horrible».